# Muskel-Auge-Gehirn-Krankheit
Die Muskel-Auge-Gehirn-Krankheit vom Englischen Muscle-Eye-Brain-Disease (teilweise auch im Deutschen so genannt), kurz MEB Disease oder MEBD oder auch nach der Erstbeschreibung 1977 durch die finnische Neuropädiaterin Pirkko Santavuori Santavuori-Krankheit ist eine kongenitale Muskeldystrophie – eine seltene, angeborene Krankheit der Muskulatur. Sie ist eng mit dem Walker-Warburg-Syndrom verwandt, verläuft im Allgemeinen jedoch etwas milder. Der Erbgang ist autosomal-rezessiv.

## Ursache und Verbreitung
Zur Häufigkeit der kongenitalen Muskyldystrophien gibt es allgemein keine verlässlichen Angaben. Schätzungen gehen von einem Kind unter 20.000 Neugeborenen aus mit deutlichen regionalen Unterschieden in der Häufigkeit bestimmter Formen. Die Muskel-Auge-Gehirn-Krankheit tritt gehäuft in Finnland auf.
Ursache der Krankheit sind Mutationen in einem Gen, was zu Störungen in der Glykosylierung führt. Dabei können eine Vielzahl von Genen betroffen sein, die auch zu anderen Ausprägungen wie dem Walker-Warburg-Syndrom führen können. Für folgende Gene ist bekannt, dass Mutationen zu MEBD führen können:
- POMT1
- POMT2
- POMGNT1
- FKTN
- FKRP
- LARGE
- ISPD
- GTDC2
- DAG1
- MDDGA10
- TMEM5
- B3GALNT2
- SGK196
- B3GNT1
- GMPPB

## Symptome und Diagnostik der Krankheit
Bereits unmittelbar nach der Geburt treten eine Muskuläre Hypotonie und Fehlbildungen an den Augen, wie Mikrophthalmie, Kolobom, Buphthalmus, Anlagestörungen der vorderen Augenkammer, Glaukom oder Retinadysplasie, die zur Erblindung führen können, und Auffälligkeiten im Gesicht auf. Zu einer ersten Diagnostik wird daher eine Sonographie des Gehirns, eine Inspektion der Augen und eine Bestimmung der Creatinkinase im Blutserum durchgeführt, welche bei der Muskel-Auge-Gehirn-Krankheit erhöht ist. Weitere Symptome sind Lissencephalie, Hypoplasie der N. optici, Kleinhirnhypoplasie, Hydrocephalus (weniger ausgeprägt als bei WWS), Psychomotorische Entwicklungsretardierung, Krampfanfälle, Ess- und Gedeihstörung, und beschränkte Mundöffnung durch Gelenkkontraktur im Kiefergelenk.
Die weitere Diagnostik besteht aus einer bildgebenden Untersuchung des Gehirns, wie MRT oder CT und einer ophthalmologischen Untersuchung. Findet man eine Encephalocele, so spricht der Befund für das Walker-Warburg-Syndrom und gegen eine MEBD. Auch ein ausgeprägter Hydrocephalus ist eher beim Walker-Warburg-Syndrom zu finden, ist aber kein Ausschlusskriterium.

## Verlauf
Neben der muskulären Komponente der Krankheit, schreitet die Kurzsichtigkeit der betroffenen Kinder sehr schnell fort. Die gesamte Entwicklung der Kinder ist verzögert. Spätestens ab dem fünften Lebensjahr tritt eine rapide Verschlechterung der Motorik ein und es entwickeln sich Spastiken und Kontrakturen. Die Lebenserwartung ist stark verkürzt: Je nach Verlauf sterben die meisten Betroffenen zwischen dem sechsten und sechzehnten Lebensjahr.